# Голышино (Могилёвская область)
Голы́шино (бел. Галышына) — деревня в составе Добровского сельсовета Горецкого района Могилёвской области Республики Беларусь.
 Переименована 22 июня 2012 года, прежнее название — Голышено.

## Население
- 1999 год — 41 человек
- 2010 год — 17 человек